# Макогінка
Макогінка — заповідне урочище місцевого значення. Об'єкт розташований на території Долинського району Івано-Франківської області, Розточанське лісництво, квартал 15, виділ 20.
Площа — 27,3000 га, статус надано 1979 року.